# 규센도

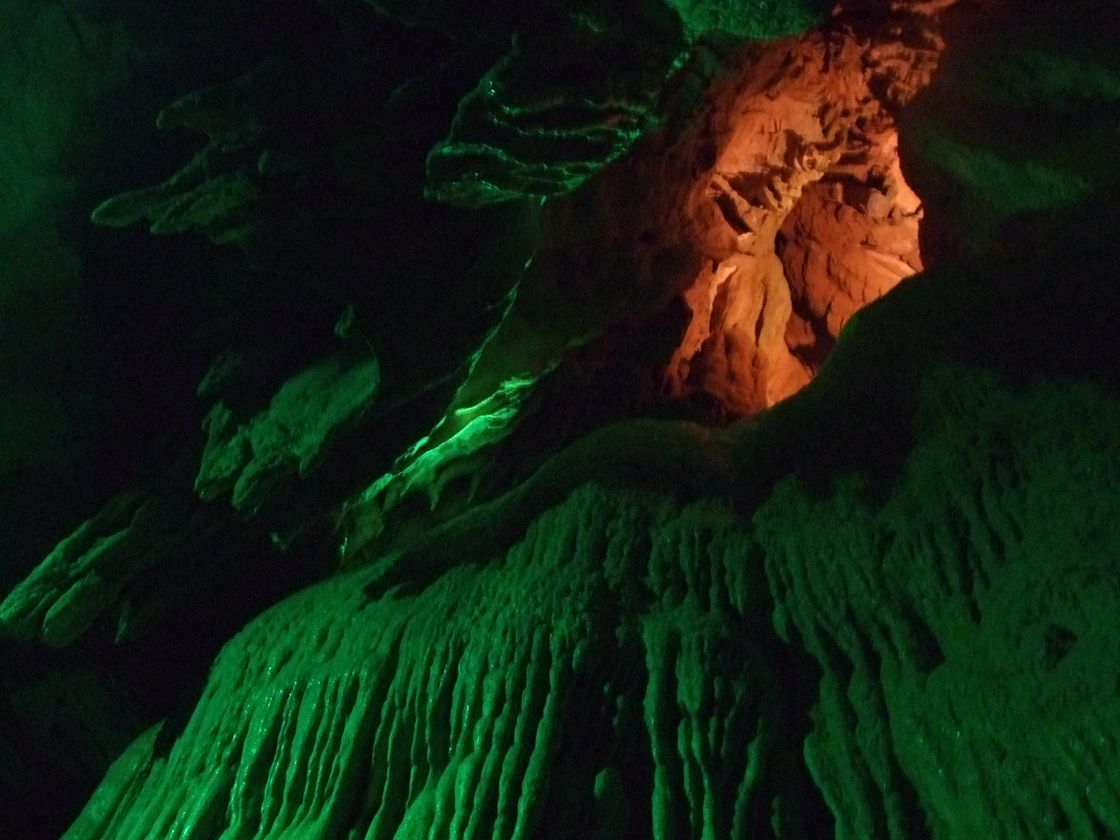
규센도

규센도(일본어: 球泉洞)는 일본 구마모토현 구마군 구마촌에 있는 석회암 동굴이다. 동내의 일부가 관광용으로 정비되어 있어 내부에 들어가 볼 수 있다.